# Glenoides lenticuligera
Glenoides lenticuligera là một loài bướm đêm trong họ Geometridae.